# 羋戎
羋 戎（び じゅう、紀元前332年 - 紀元前262年）は、中国戦国時代後期の楚の公族であり秦の政治家。秦の昭襄王の生母の宣太后（恵文君夫人）の弟。

## 生涯
秦の昭襄王の時代に華陽君の号を与えられ仕えた。初期は姉の宣太后と異父同母兄弟の魏冄と合わせて三貴、後には魏冄、甥の涇陽君（公子巿）・高陵君（公子悝）と合わせて四貴と呼ばれ、長期に渡り秦国内で王と並ぶ権力を持った。
羋戎は楚にいた頃に罪を犯し、東周へ逃れた。楚の懐王22年（紀元前307年）、急逝した秦の武王の後継を内部闘争の末に宣太后の異父同母弟である魏冄の支持を受けた公子稷（後の昭襄王）が他の公子らを退け、昭襄王となり秦王を継いだ。その際、宣太后の招きで秦に入り、左丞相として魏冄と共に秦の朝政を取り仕切った。
昭襄王9年（紀元前298年）、孟嘗君主導で結成された斉・韓・魏の三国合従軍が函谷関に攻め寄せた際は秦軍の総司令官を務め、斉の匡章率いる合従軍の攻撃から函谷関を守っている（函谷関の戦い）。
姉の宣太后の元、異父同母兄弟の魏冄、甥の涇陽君（公子巿）・高陵君（公子悝）と合わせて四貴と呼ばれ秦の昭襄王をも凌ぐ権力を秦国内で保ち続けていたが、昭襄王42年（紀元前265年）に范雎の奏上で宣太后が廃位、羋戎ら四貴も罷免され、その権力を奪われると関中から追放され封地にて余生を過ごすこととなり、羋戎は昭襄王45年（紀元前262年）に死去した。昭襄王はこれにより自らの王権体制を整えることとなり、政権が一本化した秦の力は六国をより圧倒する事となる。